# Wayne Horvitz
Wayne Horvitz (New York City, 1º settembre 1955) è un pianista e compositore statunitense.

## Biografia
Compositore, tastierista e produttore discografico americano 
è diventato famoso nella scena Downtown degli anni '80 e '90 di New York, noto per aver lavorato con i Naked City di John Zorn, tra gli altri. Horvitz da allora si è trasferito nell'area di Seattle (Washington), dove ha diversi gruppi e lavora come insegnante di composizione al Cornish College of the Arts.
Horvitz, un "ribelle ibridatore di generi" ha guidato i gruppi The President, Pigpen, Zony Mash e Four Plus One Ensemble. Ha registrato o suonato con John Zorn, Bill Frisell, Elliott Sharp, Danny Barnes, Tucker Martine, Butch Morris, Fred Frith, Julian Priester, Phillip Wilson, Michael Shrieve, Carla Bley, Timothy Young, Bobby Previte, Skerik, Douglas Septembere molti altri. È forse più famoso per essere il tastierista della band Naked City. Ha prodotto dischi per il World Saxophone Quartet, Human Feel, Marty Ehrlich, Fontella Bass, The Living Daylights, Bill Frisell e Eddie Palmieri.
In qualità di compositore ha collaborato con The Kitchen, The Kronos Quartet, Brooklyn Academy of Music, New World Records, The Seattle Chamber Players e Earshot Jazz. Ha ricevuto sovvenzioni su commissione da Meet the Composer, The National Endowment for the Arts, The New York State Arts Council, The Mary Flagler Carey Trust, The Seattle Arts Commission, The Lila Wallace-Reader's Digest Fund e The Fund for US Artists. Nel 2002 è stato premiato con una borsa di studio Rockefeller MAP per la creazione di un nuovo pezzo, Joe Hill, per orchestra da camera e voce, presentato in anteprima nell'ottobre 2004 a Seattle. La sua composizione del 2003, Whispers, Hymns and a Murmur for String Quartet and solist, finanziata in parte da una borsa di studio di Seattle City Artist, è stata presentata per la prima volta nel marzo 2004. Questa composizione e il suo precedente quartetto d'archi, Mountain Language, sono pubblicati dall'etichetta Tzadik. La sua nuova composizione per quartetto d'archi, These Hills of Glory, è stata commissionata con il supporto di 4Culture e del Mayors Office of Arts and Cultural Affairs. La sua recente collaborazione con Tucker Martine, Mylab, è stata nella lista dei 10 migliori CD per il 2004 nel jazz sia sul New Yorker che su Amazon.com. Nel febbraio 2005 ha ricevuto il premio Golden Ear daEarshot Jazz per "Concerto dell'anno".
I lavori per il teatro e la danza includono la musica per la produzione del 1998 di Death of a Salesman per il teatro ACT di Seattle (diretto da Gordon Edelstein); produzioni dell'Ezra Pound 'Elektra's e la prima americana di The Language of the Mountains di Harold Pinter entrambi diretti da Carey Perloff . Nel 1992 il coreografo Paul Taylor ha creato un nuovo lavoro, OZ, a undici composizioni di Wayne Horvitz in collaborazione con la White Oak Dance Company . Altre opere di teatro e danza includono musica per Bill Irwinlo spettacolo di Broadway e le produzioni di Liz Lerman Dance Exchange, Ammi Legendre, Nikki Apino con House of Dames e la Crispin Spaeth Dance Company.
Horvitz ha anche composto e prodotto musica per una varietà di video, film, televisione e altri progetti multimediali, compresi due progetti con il regista Gus Van Sant, una colonna sonora per Chihuly Over Venice della PBS e due film sulla creazione del museo EMP di Seattle. La sua partitura di 85 minuti per "Il Circo" di Charlie Chaplin, per due pianoforti, due clarinetti, violino e debuttò a gennaio 2000 a Oporto, Portogallo.
Dall'aprile 2007 Horvitz si esibisce con Gravitas Quartet, Sweeter Than The Day e Varmint. Dal 2008 ha diretto The Golden Road, suonando musica degli albori dei Grateful Dead . Nel dicembre 2011 ha aperto la Royal Room un luogo di musica dal vivo a Columbia City, Seattle . Da quel momento ha sviluppato una sua tecnica di conduzione, una struttura per l'improvvisazione condotta utilizzando gesti delle mani che si riferiscono a strutture musicali precomposte che attinge al suo precedente lavoro con Butch Morris.

## Discografia
Solista
- No Place Fast (Parachute, 1979)
- Simple Facts (Theatre For Your Mother, 1981)
- Dinner at Eight (Dossier, 1985)
- This New Generation (Elektra/Musician, 1985)
- Monologue (Cavity Search, 1997)
- Film Works (Avant, 2003)

Wayne Horvitz, 4+1 Ensemble (+ Reggie Watts, Eyvind Kang, Julian Priester, Tucker Martine)
- 4+1 Ensemble (Intuition, 1998)
- From a Window (Avant, 2001)

Wayne Horvitz, Gravitas Quartet ( + Ron Miles, Peggy Lee, Sara Schoenbeck)
- Way Out East, Songlines, 2006

Wayne Horvitz, Sweeter Than the Day ( + Timothy Young, Keith Lowe, Andy Roth)
- American Bandstand - later released as Forever (Songlines, 2000)
- Sweeter Than the Day (Songlines, 2001)
- Live at the Rendezvous (Liquid City, 2005)

Pigpen (Wayne Horvitz, Briggan Krauss, Fred Chalenor…)
- Halfrack (Tim/Kerr, 1993)
- V as in Victim (Avant, 1993)
- Miss Ann (Tim/Kerr, 1993)
- Live in Poland (Cavity Search, 1994)
- Daylight (Tim/Kerr, 1997)

The President (Wayne Horvitz, Bobby Previte, Dave Sewelson, Kevin Cosgrove, Joe Gallant / Stew Cutler, Doug Wieselman, Dave Hofstra)
- The President (Dossier, 1987)
- Bring Yr Camera (Elektra/Musician, 1988)
- Miracle Mile (Elektra Nonesuch, 1992)

Zony Mash (Wayne Horvitz, Timothy Young, Fred Chalenor / Keith Lowe, Andy Roth, Briggan Krauss)
- Cold Spell (Knitting Factory, 1997)
- Brand Spankin' New (Knitting Factory, 1998)
- Upper Egypt (Knitting Factory, 1999)
- Live in Seattle (Liquid City, 2002)
- Live at the Royal Room (Fully Altered Media, 2012)

Co-leader
Robin Holcomb / Wayne Horvitz
- Solos (Songlines, 2004)

Wayne Horvitz, Butch Morris, William Parker Trio
- Some Order, Long Understood (Black Saint, 1982)

Wayne Horvitz, Butch Morris, Bobby Previte Trio
- Nine Below Zero (Sound Aspects, 1987)
- Todos Santos... Play Robin Holcomb (Sound Aspects, 1988)

Wayne Horvitz / Ron Samworth/ Peggy Lee/ Dylan van der Schyff
- Intersection Poems (Spool, 2005)

Mylab (Tucker Martine, Wayne Horvitz…)
- Mylab (Sony BMG, 2004)

New York Composers' Orchestra (Wayne Horvitz, Herb Robertson, Steven Bernstein, Marty Ehrlich, Ray Anderson, Robin Holcomb,…)
- NY Composers Orchestra (New World, 1990)
- First Program in Standard Time (New World, 1992)

Ponga (Wayne Horvitz, Dave Palmer, Bobby Previte, Skerik)
- Ponga (Loosegroove, 1998)
- Psychological (P-vine, 2000)

Donald Rubinstein, Wayne Horvitz and Zony Mash
- A Man Without Love (Blue Horse, 1998)

The Sonny Clark Memorial Quartet (John Zorn, Wayne Horvitz, Ray Drummond, Bobby Previte)
- Voodoo (Black Saint, 1985)

John Zorn, Elliott Sharp, Bobby Previte, Wayne Horvitz
- Downtown Lullaby (Depth of Field, 1998)
- As sideman

Con Bill Frisell
- Is That You? (Elektra/Musician, 1990)
- Good Dog, Happy Man (Nonesuch, 1999)

Con Robin Holcomb
- Larks, They Crazy (Sound Aspects, 1988)
- Robin Holcomb (Elektra/Musician, 1990)
- Rockabye (Elektra/Musician, 1992)
- The Big Time (Nonesuch, 2002)
- The Point of It All (Songlines, 2010)

Con Bobby Previte
- Empty Suits (Gramavision, 1990)
- Slay the Suitors (Avant, 1993)

Con Michael Shrieve
- Fascination (CMP, 1994)
- Two Doors "In the Palace of Dreams" (CMP, 1995)

Con Hal Wilner e James Grauerholz su William S. Burroughs
- Naked Lunch (Warner, 1995)
- Let Me Hang You (Khannibalism, 2016)

Con John Zorn
- Archery (Parachute, 1981)
- Locus Solus (Rift, 1983)
- The Big Gundown (Nonesuch, 1985)
- Cobra (Hathut, 1987)
- Spillane (Elektra/Nonesuch, 1987)
- Naked City Live, Vol. 1: The Knitting Factory 1989 (Tzadik, 2002)
- Naked City (Elektra/Nonesuch, 1990)
- Torture Garden (Toy Factory, 1990)
- Grand Guignol (Avant, 1992)
- Heretic (Avant, 1992)
- Leng Tch'e (Toy Factory, 1992)
- Radio (Avant, 1993)
- Absinthe (Avant, 1993)
- The Bribe (Tzadik, 1998)

Compositore
- Seattle Chamber Players - Otis Spann and Other Compositions, 2001
- Koehne Quartet - Whispers, Hymns and a Murmur, Tzadik, 2006